# 廖金城
廖金城（1938年9月—），男，福建武平人，中华人民共和国外交官，曾任中华人民共和国驻瓦努阿图共和国特命全权大使。

## 生平
1960年毕业于福建师范大学外语系。1971年，进入中华人民共和国外交部工作。1996年11月，出任中华人民共和国驻瓦努阿图大使。1999年2月，自驻瓦努阿图大使离任。